# 動物解放
《動物解放》（英語：Animal Liberation: A New Ethics for Our Treatment of Animals）是一本書主張動物利益的書籍，由彼得·辛格撰寫，於1975年出版。在動物解放運動中，廣泛認為此書開創了以哲學陳述動物解放運動思想之路。在涉及人類和非人類動物時，辛格本人拒絕使用動物權利的理論框架。在傑里米·邊沁之後，辛格認為應該考慮動物的利益，因為他們有能力經歷痛苦，而權利的概念對於他們來說並不是必需的。他在書中推廣了「物種歧視」一詞，這是由理查德·萊德創造的描述動物的剝削性治療。

## 內容
辛格的核心論點擴展了效益主義的觀念，即「最大的利益」是衡量良好或道德行為的唯一標準。他認為沒有理由不將這一原則應用於其他動物。
儘管辛格拒絕將權利作為一種獨立於他的基於利益的功利主義的道德觀念，但他接受的權利源於功利主義原則，特別是最小化痛苦的原則。辛格允許動物權利與人權不同，在《動物解放》中認為「人類與其他動物之間存在明顯的重要差異，這些差異必然導致每個人擁有的權利存在一些差異。」
在《動物解放》中，辛格反對所謂的物種主義：基於屬於某一物種的歧視。他認為所有能夠遭受苦難的人的利益都值得同等考慮並且基於其物種較少考慮生物並不比基於膚色的歧視更合理。他認為動物權利應該基於他們感受到痛苦的能力而不是他們的智力。他特別指出，雖然動物的智力低於普通人類，但許多嚴重智力挑戰的人類心理能力同樣顯著下降（如果不是更低），並且有些動物表現出智力的跡象（例如，靈長類動物學習美國手語的元素）有時與人類兒童的語言相當。因此，智力並不能為非人類動物提供比這些智力挑戰的人類更少考慮的基礎。辛格得出結論，最實際的解決方案是採用素食或純素飲食。他還譴責活體解剖，除非其益處（在改善醫療等方面）超過對所用動物造成的傷害。

## 評價
「對於動物的解放」是動物權範疇的經典，其開創了當代的動物權利運動。
逾五十萬次銷售數與多國翻譯版本，幫助動物權利運動取得關注，並因而被譽為『動物權利運動的聖經』。

### 批評
辛格的倫理學，因其激烈的結論而受到批評。特別是對於墮胎、安樂死與殺嬰的觀點是有爭議的，仍收錄於《動物解放》。辛格對於動物倫理的學說，在德語使用區域較少被認可。批評來自教會方面，例如若亞敬·邁斯內爾批評：辛格認為非人性化的動物與人性化的人類平等，甚或是高於人類。哲學家Helmut F. Kaplan嘗試中和辛格對於安樂死以及動物權利運動的觀點，避免動物權利者予他人以兒童、身心障礙者為代價，援救動物的印象。
動物權利運動者方面，辛格對於動物實驗的觀點受到批評，因其原則上並不反對動物實驗，而是在一些（其強調）少數的案例中，而這些案例被認為是正當的且是道德上必須的。